# Holger Grønvold
Holger Carl Grønvold (26. april 1850 i Store Heddinge — 17. maj 1923 i København) var en dansk maler og tegnelærer. 
Grønvold blev student 1869 fra Borgerdydskolen på Christianshavn og forberedtes til Kunstakademiet af Vilhelm Kyhn og C.V. Nielsen. Han gennemgik dets skoler januar 1870—april 1877 uden at søge afgang. Sygdom gjorde ham uarbejdsdygtig. Dette og en anstrengt økonomi gjorde det nødvendigt for ham efter akademiperioden at undervise i tegning. Grønvold blev med sin tekniske dygtighed, pædagogiske begavelse og venlige optræden en fremragende lærer for en lang række unge kunstnere som Peter Hansen, Johannes Larsen, Fritz Syberg, Vilhelm Hammershøi med flere. 
Grønvold blev Ridder af Dannebrog 1918. Der findes et malet selvportræt fra 1895 og et tegnet fra 1913, begge i familieeje.
Han er begravet på Solbjerg Parkkirkegård.